# Los Villares de Soria
Los Villares de Soria – gmina w Hiszpanii, w prowincji Soria, w Kastylii i León, o powierzchni 14,37 km². W 2011 roku gmina liczyła 99 mieszkańców.